# Нейпервилл
Не́йпервилл (англ. Naperville) — город на севере США, в штате Иллинойс.
В 2006 году занял второе место в рейтинге лучших мест для жизни в США по версии издания «Money Magazine». По переписи населения 2000 года в городе проживали 128 358 человек, согласно Бюро переписи США в 2010 году население возросло до 141 853 чел.
Начав свою историю с фермерского городка, Нейпервилл достиг значительных высот и сегодня — это богатый город, в котором работают множество компаний и расположены штаб-квартиры крупных корпораций.

## Геграфия
Нейпервилл граничит населённым пунктом Болингбрук, который формально хоть и называется деревней (англ. village), но по числу жителей превосходит подавляющее большинство городов Соединённых Штатов.
Согласно данным переписи населения 2021 года, общая площадь Нейпервилля составляет 39,68 квадратных миль (102,77 км2), из которых 39,10 квадратных миль (101,27 км2 или 98,52%) — это суша и 0,59 квадратных миль (1,53 км2 или 1,48%) — водная поверхность.

## История
В июле 1831 года на берег реки ДуПэйдж со своей семьей и друзьями прибыл Джозеф Нейпер, где и основал поселение. Первыми поселенцами стали жена Алмида Лэндон, брат Джон с женой Бетси Гофф, сестра Эми с мужем Джоном Мюррей и мать Сара. Прибытию предшествовало почти двухмесячное путешествие на шхуне по трём Великим озёрам.
К 1832 году в поселение Нейпера прибыли более 100 поселенцев. Их временно разместили в Форт-Дирборн для защиты от предполагаемого нападения индейского племени Сауков. После постройки форта Пейн в посёлке, поселенцы вернулись, но атака индейцев так и не состоялась. Реконструированный Форт Пейн и некоторые другие дома вошли в состав музея «Поселение Нейпера», который был основан Обществом наследия Нейпервилла в 1969 году для сохранения старейших зданий города.
В 1857 году поселению Нейпера с населением 2000 человек был присвоен статус городка (town) и название Нейпервилл. В том же году законодательный орган штата Иллинойс разрешил провести выборы, чтобы решить вопрос о том, оставить ли административный центр округа Ду-Пейдж в Нейпервилле или переместить в более центрально расположенный Уитон, где, кроме того, имелось железнодорожное сообщение. Нейпервилл выиграл выборы с результатом 1542 голоса против 762. Но соперничество между двумя городами продолжилось в течение следующего десятилетия, и в 1867 году состоялись ещё одни выборы, на которых Уитон с небольшим перевесом победил с результатом 1686 голосов против 1635. Город Уитон, потратив 20 000 долларов, быстро построил здание окружного суда, в котором разместились зал суда, офисы округа и окружная тюрьма. Здание было открыто 4 июля 1868 года. Нейпервилл некоторое время всячески саботировал переезд органов власти, но после Великого чикагского пожара 1871 года это противостояние отошло на второй план, а затем и вовсе сошло на нет.
Статус города (city) был присвоен в 1890 году. На протяжении большей части своей истории существовал как сельская община. В 1960-х годах в Нейпервилле начался демографический взрыв, значительно увеличившийся после строительства линий железной дороги. В последние два десятилетия город вырос почти в 4 раза, здесь появились крупные компании и корпорации, новые рабочие места.
В середине 1970-х годов, городской совет принял решение сделать все парковки в центре города бесплатными. Существующие платы за парковку были тогда отменены, подземные паркинги построенные в 1980—1990-х годах, также стали бесплатными. И сегодня это решение по-прежнему в силе, кроме того разрешена парковка на основных магистралях центра города в нерабочее время. Это было сделано с целью ускорить дальнейший рост торговой зоны Нейпервилла и повысить её конкурентоспособность перед открывшемся в 1975 году крупным торговым центром Fox Valley Center, расположенным за городом.
Нейпервилл отметил своё 175-летие в 2006 году. Юбилейные мероприятия включали множество праздничных представлений, концертов и парад воздушных шаров.

## Демография
В 2009 году в городе проживали 141 644 человек, было зарегистрировано 47 463 домовладений и 36 289 семей. По состоянию на 1 июля 2009 года, среди городов США Нейпервилл занимал 169 позицию по численности населения.
Расовый состав:
- белые — 82,0 % белых
- афроамериканцы — 2,54 %
- коренные американцы — 0,07 %
- азиаты — 12,65 %
- латиноамериканцы — 4,23 %

Распределение населения по возрасту:
- до 18 лет — 30,2 %
- от 18 до 24 лет — 7,6 %
- от 25 до 44 лет — 29,4 %
- от 45 до 64 лет — 26,7 %
- 65 лет и старше — 6,1 %

Средний возраст — 35,9 лет.
Средний годовой доход на домашнее хозяйство в городе составляет $ 101 894, на семью — $ 130 164, на душу населения — $ 48 239.

## Экономика
Во время демографического взрыва 1980-х и 1990-х в городе появились крупные работодатели, которыми стали: Bell Labs и Western Electric (в настоящее время Alcatel-Lucent), Исследовательские лаборатории Amoco, Nalco, Nicor и Госпиталь Эдварда. В Нейпервилле находится штаб-квартира Tellabs и филиал компании ConAgra, где работают около 400 сотрудников. OfficeMax перенесла свою штаб-квартиру сюда в 2006 году. Kraft Foods обосновался здесь в 1968 году, завод, насчитывающий более 200 сотрудников, поставляет продукты на всю Северную Америку. В 1990-х годах Нейпервилл был одним из десяти наиболее быстро развивающихся городов США .
Также в городе находятся многочисленные магазины розничной торговли, рестораны и торговые центры. В Нейпервилле работают 11 автомобильных дилеров, а в октябре 2006 года в городе открыта общественная и частная автомобильная испытательная трасса.
Согласно финансовому отчёту города за 2010 год, в десятку крупнейших работодателей входят:
| №  | Работодатель       | Количество сотрудников |
| -- | ------------------ | ---------------------- |
| 1  | Госпиталь Эдварда  | 4 288                  |
| 2  | Nicor              | 3 700                  |
| 3  | Alcatel-Lucent     | 3 600                  |
| 4  | Школьный округ 204 | 3 184                  |
| 5  | Школьный округ 203 | 2 575                  |
| 6  | BP America         | 1 750                  |
| 7  | OfficeMax          | 1 500                  |
| 8  | Tellabs            | 1 200                  |
| 9  | Nalco              | 1 000                  |
| 10 | Город Нейпервилл   | 998                    |

## Культура
Нейпервиллская публичная библиотека ежегодно с 1999 по 2010 гг. занимала первое место в рейтинге общественных библиотек США среди городов с населением от 100 000 до 249 999 чел.
В черте города находятся 3 общественных библиотеки:
- Библиотека Николса — расположена в центре города, где она открылась в марте 1986 года, общая площадь 5900 м²[23].
- Библиотека на Бульваре Нейпера — открыта в декабре 1992 года и претерпела значительную внутреннюю реконструкцию в 1996 году, общая площадь 3000 м²[23].
- Библиотека на 95-й улице — открылась в сентябре 2003 года, новейшая и самым крупная из трёх, её площадь составляет 6800 м²[23], а здание построено в современном архитектурном стиле.

Ежегодно библиотеки посещают около полутора миллиона человек.
Благодаря поддержке американской киноактрисы Карен Блэк в 2008 году был основан Нейпервиллский фестиваль независимого кино, который теперь проводится здесь каждый год.

## Известные жители и уроженцы
- Роберт Зеллик — банкир, акционер банка Goldman Sachs, бывший сотрудник ФРС США, 11-й президент Всемирного банка.
- Эван Лайсачек — фигурист, выступающий в одиночном катании, олимпийский чемпион 2010 года.
- Энтони Паркер — профессиональный баскетболист.
- Кэндис Паркер — профессиональная баскетболистка.
- Кёртис Блейдс — профессиональный боец смешанных единоборств, выступающий в UFC

## Города-побратимы
У Нейпервилла 2 города-побратима.
- Нитра, Словакия
- Пацкуаро, Мексика